# Принц (фильм, 2017)
«Принц» (канн. ರಾಜಕುಮಾರ, Raajakumara) — индийский художественный фильм на языке каннада в жанре романтической комедии и боевика, премьера которого в Индии состоялась 24 марта 2017 года. Собрав 75 крор рупий, «Принц» стал самым кассовым фильмом на языке каннада, вплоть до выхода фильма «Золотые прииски Колара: Глава 1» в конце 2018 года.

## Сюжет
Сиддхарт, он же Аппу — индийский эмигрант, который живёт в Австралии. Его родители, Ашока и Суджатхи, являются состоятельными людьми. Аппу старается заботиться о бизнесе своего отца, при этом не забывая отстаивать гордость своей родной страны. Сиддхарт встречает там Нандини, инстукторшу по танцу сальса, и влюбляется в неё. Но к несчастью, по пути в Индию Сиддхарт теряет всех членов своей семьи в авиакатастрофе. Вскоре он приходит к некогда бывшему приюту зданию, которым управляет Кришна. Именно там прошли его детские годы. Когда Аппу «вступил» в подростковый возраст, его усыновил бизнес-магнат Ашок. Однако вместо приюта в том здании теперь дом престарелых «Kasthuri Nivasa». От отца девушки Аппу узнаёт, что его приёмный отец ненавидел местных чиновников из-за разрушения ими его введённой схемы лечения полиомиелита для бедных людей. Во многом посбособствовали этому махинации Джаганнатха, коррумпированного министра здравоохранения штата. Сиддхарт остаётся там и начинает заботиться о пожилых людях, пытаясь решить все их проблемы. Один из них, Вишва Джоши, как позже выясняется, оказывается отцом Джаганнатха, который помогает Аппу препятствовать злым поступкам, совершенных Джаганнатхом. Чиновник пытается получить дом престарелых и даже нападает на своего отца, которого атакуют его приспешники. Впоследствии сердце Джаганнатха «смягчается» и решает спасти Вишву. Но потом он сдаётся полиции, а все старики воссоединяются со своими детьми.

## В ролях
- Пунит Раджкумар — Сиддхарт, он же Аппу
- Прия Ананд — Нандини, инстуктор по сальсе
- Пракаш Радж — Джаганнат, антагонист, коррумпированный министр здравоохранения штата Махараштры[3]
- Бхаргави Нараян — Путтамма
- Анант Наг — Вишва Джоши, отец Джаганната
- Сарат Кумар — Ашок, приёмный отец Сиддхарта
- Виджаялакшми Сингх — Суджата, приёмная мать Сиддхарта
- Чиканна — Чикка, прислуга Ашрама
- Садху Кокила — Энтони Гонсалес, гид на Гоа
- Аютх Кумар — Кришна, глава Ашрама
- Хоннавалли Кришна — Мунияппа
- Читра Шеной — Гаятри
- Анил — Сури, приспешник Джаганната
- Рангаяна Рагху — Венки, дядя Сиддхарта
- Даттанна — Мохаммад Рафи, житель Ашрама
- Авинаш — Джагадеш, отец Нандини

## Производство
В марте 2016 года было объявлено, что режиссёр Сантош Ананддрам будет работать совместно с Пунитом Раджкумаром. В. Харикришна был выбран в качестве композитора для этого фильма. Этот фильм был из самых ожидаемых в Сандалвуде из-за его маркетинга. Потребовалось почти 1 год для досъёмок, поиска места съёмок и завершения кастинга.
Прия Ананд, которая стала известна благодаря тамильским и телугу-язычным фильмам, была выбрана на главную женскую роль, которая стала её дебютом в Сандалвуд, параллельно с дебютом в малаяламязычном фильме Ezra, а Пунит — первым экранным партнером
Съёмки начались 22 апреля 2016 года. Первая часть съёмок состоялся в Австралии в различных частях, таких как Брисбен, Голд-Кост, Сидней и Мельбурн, после чего съёмочная группа сняла остальную часть в Бангалоре, Ченнаи, Майсуре, Варанаси, Гоа, Каши, боевые сцены в Малайзии. 17 марта 2016 года, перед съёмками продюсеры запустили первый постер фильма в день рождения Пунита, а в сентябре того же года выпустили тизер.

## Саундтрек
В середине песни Yarivanu Kannadadavanu использован дабстеп. В песне «Bombe Helitathe» был использован мотив песни «Aadisi Nodi Beelisi Nodu» из фильма Kasturi Nivasa (1971), песня исполняется дважды: в середине фильма и во время финальных титров. В песне «Yaakigagidhe» используются элементы электро-поп и синти-рока.
| №  | Название                        | Исполнители              | Длительность |
| -- | ------------------------------- | ------------------------ | ------------ |
| 1. | «Yarivanu Kannadadavanu»        | Шашанк Шешагири          | 4:03         |
| 2. | «Yaakingagidhe»                 | Пунит Раджкумар          | 3:55         |
| 3. | «Raajakumara (Bombe Helitathe)» | Виджай Пракаш            | 4:47         |
| 4. | «Appu Dance»                    | Сантош Венки, Прия Химеш | 4:12         |
| 5. | «Saagaradha»                    | Сону Нигам               | 4:34         |

В сцене где герои отдыхают на пароме, они танцуют под песню «Muqabla Muqabla», которая является хинди-язычной версией песни «Mukkabla» из тамильского фильма Kadhalan (1994). В сцене где герои развлекаются на Гоа, Энтони Гонсалес напевает песню Love Me or Hate Me Раджкумара из фильма Shankar Guru (1978). В сцене, где приспешники министра ищут на жестком диске доказательства, вместо них показаны кадры двух песен из фильмов Eradu Nakshatragalu (1983) и Yarivanu (1984).

## Критика
| Рейтинги       | Рейтинги |
| Издание        | Оценка   |
| -------------- | -------- |
| Times of India | [ 12 ]   |

## Релиз
Этот фильм стал первый фильмом на языке каннада, который был показан 6000 экранах много-зальных кинотеатров. За 87 дней фильм был показан в 7577 кинотеатрах, было показано больше чем, за 100 дней в 45-50 кинотеатрах штата Карнатаки и стал кассовым фильмом за всю историю кинематографа на языке каннада побив рекорд предыдущего фильма «Бесконечный дождь», рекорд продержался в статусе кассового фильма полтора года до выхода фильма K.G.F: Chapter 1 в 2018 году